# Sarah Davies
Sarah Davies (Preston, 19 agosto 1992) è una sollevatrice britannica che gareggia nelle categorie dei medi e dei massimi leggeri.
Prima di intraprendere la carriera di sollevatrice, ha partecipato a concorsi di bellezza, vincendo nel 2012 il titolo di Miss Leeds.

## Carriera
Inizia la carriera nel settembre 2011, militando nell'Atlas Weightlifting Club, e il debutto internazionale avviene due anni più tardi. Gareggiando per il Regno Unito ha partecipato a sette campionati europei e sei campionati mondiali tra il 2014 e il 2025, vincendo una medaglia d'oro, due d'argento e una di bronzo. Fu la prima sollevatrice britannica a conquistare una medaglia ai campionati europei juniores (l'argento a Klaipéda nel 2015). Ha partecipato a una edizione dei Giochi olimpici, di Tokyo nel 2021, piazzandosi al quarto posto.
Gareggiando per l'Inghilterra, vince due medaglie (d'argento e d'oro) ai Giochi del Commonwealth a Gold Coast e Birmingham nel 2018 e nel 2022 e una medaglia di bronzo ai Campionati del Commonwealth nel 2017; è detentrice di sei record britannici in due categorie di peso differenti (medi e massimi leggeri).
Nell'aprile del 2022 è stata sanzionata dalla federazione britannica (BWL) con tre mesi di sospensione dopo aver ammesso di aver fatto commenti di natura discriminatoria nei confronti di un altro atleta. La BWL ha anche chiesto con effetto immediato di recedere dal suo ruolo di presidente della Commissione degli atleti della IWF, dimettendosi.